# Война супругов Роуз (фильм, 1989)
«Война супругов Ро́уз» (англ. The War of the Roses) — американский художественный фильм 1989 года, по мотивам романа Уоррена Адлера; название намекает на Войну Алой и Белой розы. Третий совместный проект актёрского трио Дугласа, Тёрнер и Де Вито после «Романа с камнем» (1984) и «Жемчужины Нила» (1985).

## Сюжет
Сюжет становится известен из разговора адвоката Гейвина Д’Амато с клиентом, которого он отговаривает от скоропалительного решения о разводе. Адвокат вспоминает историю своих знакомых — супружеской пары Роузов.
Оливер и Барбара Роуз — состоятельные американцы, живут в Вашингтоне, в счастливом браке 18 лет. Дом — полная чаша, дети учатся в престижных колледжах, но семейные отношения постепенно портятся. Из-за недоразумений и пустяков между супругами начинается мелкая ссора, формальным поводом для которой стали траты Барбары: по мнению Оливера, жена живёт не по средствам. В ходе размолвки Барбара пытается задушить мужа. На следующий день его с подозрением на сердечный приступ забирает «скорая помощь». Оливер, полагая, что не выживет, пишет предсмертную записку жене, однако та не только не приехала, но даже не позвонила ему в больницу.
По возвращении Оливер, поговорив с женой, понимает, что их конфликт — больше, чем мимолётная ссора. Барбара требует развода и, в качестве своей доли нажитого имущества, — весь дом. Оливер не собирается уступать ни цента, и дом становится предметом раздора. Ссора перерастает в настоящий вооружённый конфликт. Теперь уже бывшие супруги нанимают себе адвокатов и делят дом на две суверенные половины. Оливер случайно убивает любимую кошку Барбары, за что его бывшая супруга норовит накормить мужа паштетом, приготовленным якобы из его любимого пса. Пытаясь доставить противнику максимальную боль, они разносят вдребезги всё содержимое дома — коллекцию антикварной утвари, посуду и мебель, а затем и свои автомобили. Супруги несколько раз пытаются прийти к примирению и потом снова ищут способы убить друг друга, что, под конец, им и удаётся сделать. Вопрос о реальности истории остается открытым, рассказчик не заканчивает повествование.

## В ролях
| Актёр              | Роль           |
| ------------------ | -------------- |
| Дэнни Де Вито      | Гейвин Д’Амато |
| Майкл Дуглас       | Оливер Роуз    |
| Кэтлин Тёрнер      | Барбара Роуз   |
| Марианна Сагебрехт | Сьюзен         |
| Шон Астин          | Джош Роуз      |
| Дэн Кастелланета   | клиент Гейвина |
| Ширли Митчелл      | миссис Девит   |

## Премии и номинации
| Премия                                     | Категория                                | Номинант                    | Результат |
| ------------------------------------------ | ---------------------------------------- | --------------------------- | --------- |
| BAFTA                                      | Лучший адаптированный сценарий           | Майкл Лисон                 | Номинация |
| Берлинский кинофестиваль — Золотой медведь | Лучший режиссёр                          | Дэнни Де Вито               | Номинация |
| Премия «Золотой глобус»                    | Лучший фильм — мюзикл или комедия        | Джеймс Брукс и Арнон Милчен | Номинация |
| Премия «Золотой глобус»                    | Лучшая мужская роль — мюзикл или комедия | Майкл Дуглас                | Номинация |
| Премия «Золотой глобус»                    | Лучшая женская роль — мюзикл или комедия | Кэтлин Тёрнер               | Номинация |

## Ремейк
В апреле 2024 года стало известно, что киностудия Searchlight Pictures снимет ремейк фильма. Главные роли сыграют Бенедикт Камбербэтч и Оливия Колман, режиссёром выступит Джей Роуч. Фильм «Война супругов Роуз» запланирован к выходу на экраны 29 августа 2025 года.